# Agence arabe de l'énergie atomique
L'Agence arabe de l'énergie atomique (AAEA) est une organisation scientifique arabe spécialisée en science nucléaire et ses applications dans le domaine pacifique et opérant dans le cadre de la Ligue arabe.

## Création et participation
L'AAEA est fondée le 15 février 1989 et bénéficie d'un siège permanent à Tunis en Tunisie. Bien que fondée par la Ligue arabe, elle a un fonctionnement autonome de celle-ci.
Quatorze États sont membres de l'agence : la Jordanie, Bahreïn, la Tunisie, l'Arabie saoudite, le Soudan, la Syrie, l'Irak, la Palestine, le Koweït, le Liban, la Libye, l'Égypte, la Mauritanie et le Yémen. En 2023, le Maroc est en pourparlers pour la rejoindre.

## Objectifs
Le but de l'AAEA est de développer et coordonner parmi les États membres les activités liées à des applications pacifiques de l'énergie nucléaire pour le développement scientifique, économique et social (par exemple production d'énergie, à des fins médicales ou de recherche),.
L'agence encourage aussi le suivi des progrès scientifiques et techniques mondiaux dans le domaine nucléaire, travaille à créer un saut scientifique et technique qualitatif et une prise de conscience parmi les citoyens arabes concernant la science nucléaire et ses utilisations pacifiques par le renforcement des capacités et le transfert d'informations scientifiques : cours, conférences et formations (par exemple au système d'assurance qualité dans les laboratoires d'analyses nucléaires et radiologiques), organisations de conférences régionales, bourses pour formations et conférences hors de la région, etc. L'effort de vulgarisation est appuyé par la publication de documents scientifiques et la traduction de règles et réglementations,.
Un autre objectif de l'agence est la mise en place d'une réglementation harmonisée dans les pays membres sur la radioprotection, la sûreté et la sécurité nucléaires, ainsi que la manipulation sûre des matières radioactives et le développement d'un système d'intervention d'urgence,.

## Organisation
Une conférence générale (annuelle) et un conseil exécutif (se réunissant deux fois par an) nomment un directeur général, dont le travail est appuyé par son bureau (DG office) supervisant trois unités : une pour les activités, une pour la correspondance administrative et une pour les affaires arabes et la coopération internationale. Le travail est appuyé par la direction des affaires scientifiques et soutenu par la direction des affaires administratives et financières,.
L'actuel directeur général est le Tunisien Salem Hamdi, élu en 2016 et réélu en juin 2020 (pour un mandat prévu jusqu'à fin février 2025).